# Крук, Николай Николаевич
Николай Николаевич Крук (род. 17 мая 1967 года) — российский учёный-минералог, директор Института геологии и минералогии имени В. С. Соболева СО РАН (с 2017 года), член-корреспондент РАН (2019).
Специалист в области корообразующих процессов, региональной магматической геологии, и петрологии гранитоидов.
Автор 210 научных работ, из них 5 монографий и 64 статей в научных журналах